# Carragenina
La carragenina (o carragenan) és un polisacàrid (galactana) extret de les algues vermelles que s'utilitza com a agent espessidor gelificant i com estabilitzant en la indústria alimentària. Com additiu alimentari està classificat amb el codi E 407. Els extractes gelatinosos d'algues han estat utilitzats com a additius alimentaris des del segle xv aproximadament.
Els carragenans permeten formar un gel (col·loide) en calent (fins a 60 °C) i presenten interès especte la tradicional gelatina que és d'origen animal.

## Origen
Els carragenans s'extreun sobretot d'espècies d'algues com Kappaphycus alvarezii i Eucheuma denticulatum. Chondrus crispus (la molsa irlandesa), si bé és la font original de la carragenina, actualment es fa servir rarament amb aquesta finalitat. Betaphycus gelatinum produeix un tipus especial de carragenan. Gigartina skottsbergii, Sarcothalia crispata i Mazzaella laminaroides actualment són les espècies amb més valor i totes es recullen a Xile. La Gigartina canaliculata es recull a Mèxic en petites quantitats i Hypnea musciformis prové del Brasil.
Al litoral del Massís armoricà i en particular a la Bretanya es cull amb el nom comú francès de petit goémon, l'alga Chondrus crispus (molsa irlandesa), que també correspon a, Mastocarpus stellatus i a Iridaea cordata.

## Propietats
Les carragenines són grans i flexibles molècules helicoidals. La seva particular estructura permet la capacitat de formar gels de diferent consistència a temperatura ambient. Per aquest motiu, s'utilitzen àmpliament en diversos sectors com la indústria alimentària per espessir o estabilitzar altres compostos.
Tenen un alt pes molecular i es componen de grups de galactosa sulfats, però no sulfurats, anhidrogalactosos (3,6-AG). Les diverses unitats funcionals es connecten alternant enllaços glicosídics α-1,3 i β-1,4.
Hi ha 3 classes principals diferents per a les característiques:

### Kappa

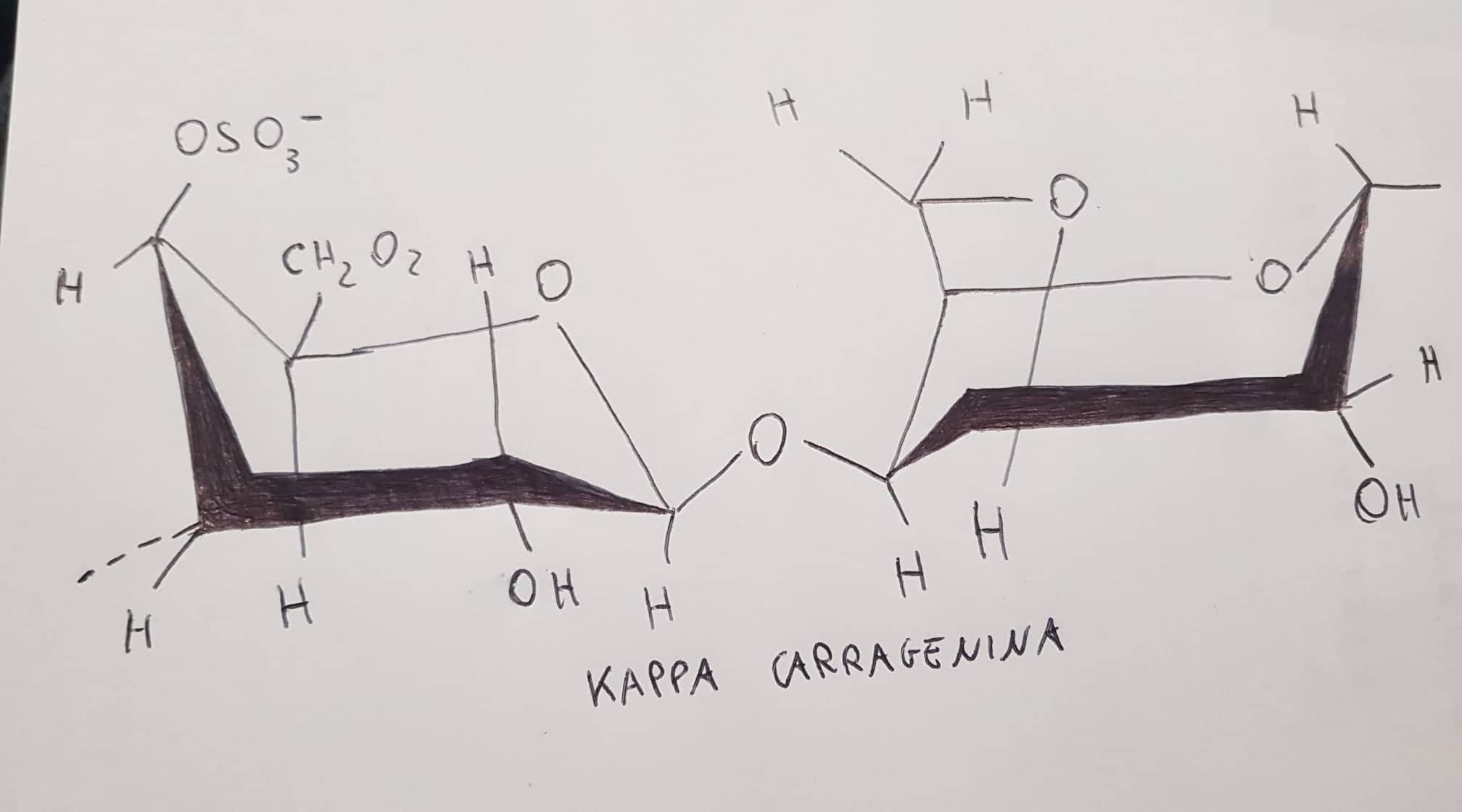

Consisteix en compostos forts i rígids en contacte amb ions de potassi, alta reactivitat amb proteïnes de la llet. Comunament derivat d'una alga anomenada Kappaphycus alvarezii

### Iota

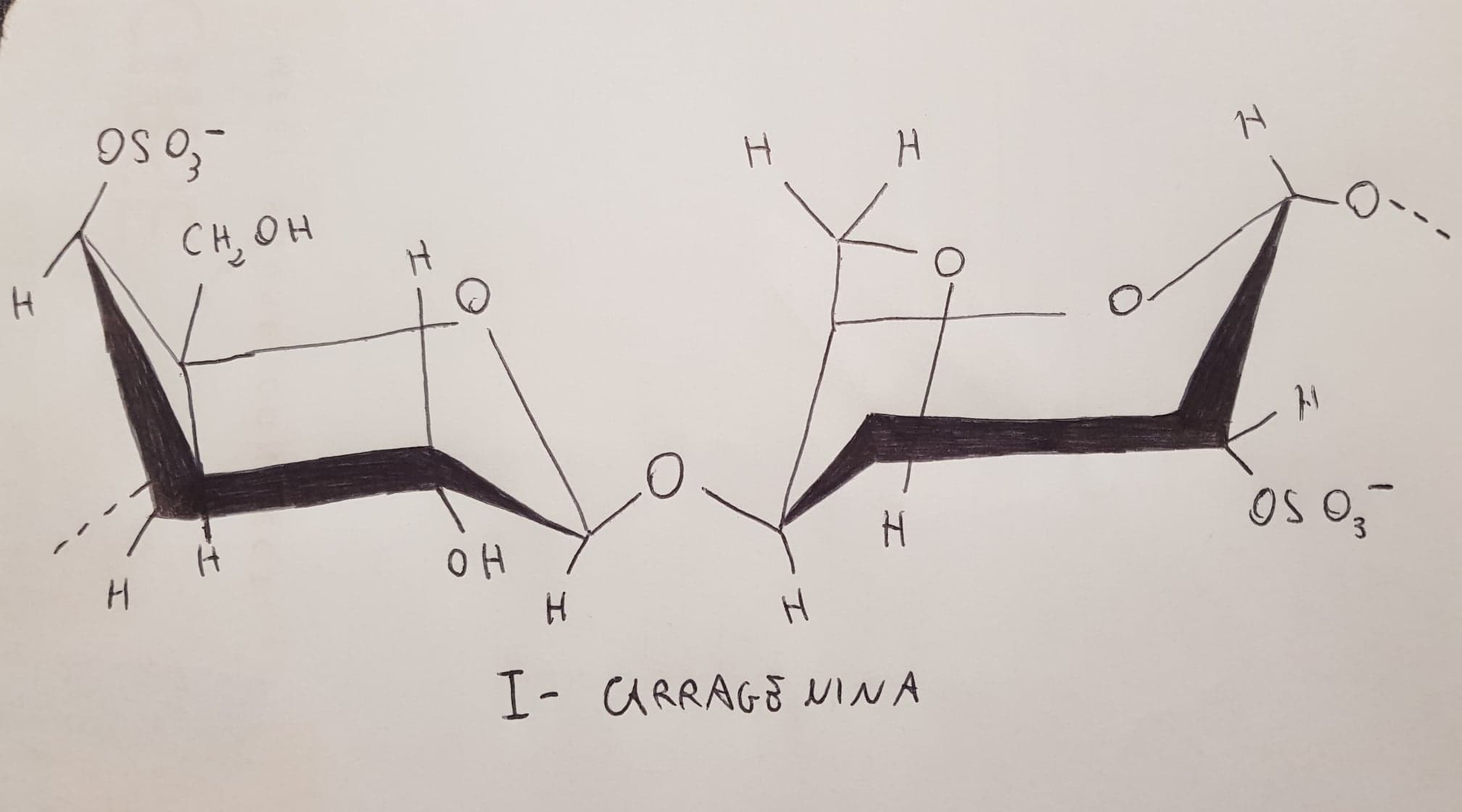

Compostos suaus en contacte amb ions de calci. Principalment procedent d'Euchema denticolatum.

### Lambda
No forma compostos de gel sinó que s'utilitza com espessidor per a productes lactis

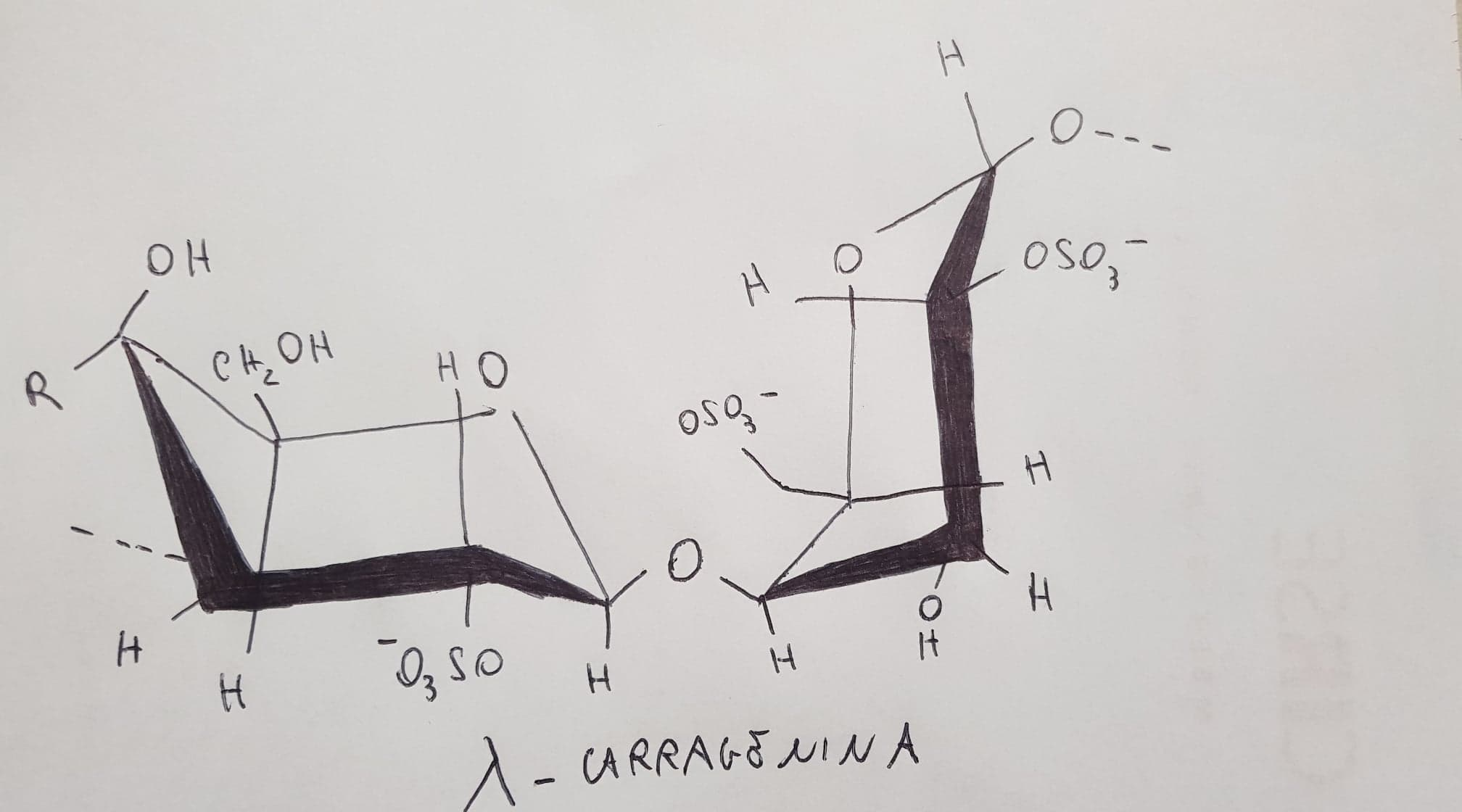

Aquests compostos difereixen en nombre i posició de grups de sulfat d'éster en unitats de galactosa repetides. Com més elevats siguin els nivells de sulfat d'èsters, menor és la temperatura del dubte inhibint el gel i formant compostos de baixa resistència (com lambda). Els principals productors d'aquests compostos són principalment algues lambda i kappa. Tots els compostos són solubles en aigua a altes temperatures. En temperatures d'abastament d'aigua, només les sals de sodi de kappa i iota i lambda són solubles. Aquest compost és comunament conegut com a fibra dietètica. És la base d'una postres típica escocesa i irlandesa coneguda per diferents noms de consistència semblants a la panna cotta i preparada amb l'addició de brandy o whisky, vainilla, canyella, sucre i altres aromes.

## Producció
Encara que els carragenans van ser introduïts a escala industrial en la dècada de 1930, els primers van ser usats a la Xina al voltant de 600 B.C. (on es va utilitzar Gigartina) i a Irlanda al voltant de 400 A.D. A partir de 2011, les vendes globals de carragenà s'han estimat en 640 milions de dòlars. El major productor de carragenà industrial va ser Filipines, on les algues cultivades produeixen aproximadament el 80% del subministrament mundial, mentre que la Xina és el principal exportador dels mercats mundials als Estats Units i Europa. Les fonts més comunament utilitzades són E. cottonii (Kappaphycus alvarezii, K. striatum) i E. spinosum (Eucheuma denticulatum), que a més proporcionen prop de tres quartes parts de la producció mundial. Aquestes creixen des de la superfície del mar fins a una profunditat d'uns 2 metres. Les algues es conreen normalment en línies de niló entre carrosses de bambú i es cullen al cap d'uns tres mesos, quan cada planta pesa aproximadament 1 kg.
En la producció de SRC (Carragenina semi-refinada) Kappaphycus alvarezii, contingut en una cistella de metall, s'escalfa en una solució alcalina d'hidròxid de potassi durant unes dues hores. La part hidròxid del reactiu penetra en les algues i redueix la quantitat de sulfat al carragenà, augmenta la 3,6-AG, per la qual cosa es millora la resistència al gel del carragenà en les algues. La part potàssica del reactiu es combina amb el carragenà en les algues per produir un gel i això evita que el carragenà es dissolgui en la solució calenta. No obstant això, qualsevol proteïna, carbohidrat i sals solubles es dissolen i s'eliminen quan la solució es drena de les algues. El residu, que encara es considera algues, es renta diverses vegades per eliminar els àlcali i qualsevol altra cosa que es dissolgui a l'aigua. Les algues tractada amb àlcali es troben ara assecades; en climes càlids, com les Filipines, generalment en una gran llosa de formigó. Després d'uns dos dies es trosseja i s'engega en un molí per a la polvorització que es ven com a SRC o farina d'algues. No obstant això, la farina d'algues és de color, sovint té un alt recompte bacterià i no és apta per al consum humà. No obstant això, immediatament es va trobar un gran mercat en conserves d'aliments per a mascotes, ja que és un bon gelificant i era molt més barat que el carragenà refinat. Les temperatures utilitzades en el procés de conserves destrueixen qualsevol bacteri, de manera que el recompte alt de bacteris en el SRC no és un problema. De vegades el producte esmicolat només es trosseja en trossos, no es moldeja i es ven com a matèria primera a processadors de carragenina refinats. Es denomina cottonii alcalí (ATC) o xips cottonii tractats amb àlcali (ATCC), o simplement xips de cottonii. Si aquest tractament es fa al país d'origen de les algues, com les Filipines o Indonèsia, això significa que els processadors d'Europa i els Estats Units d'Amèrica tenen costos de transport més baixos per tona de carragenà, en comparació amb l'enviament d'algues marines. També han deixat alguns productes de rebuig, que redueixen els costos de tractament de residus.

### Refinat
La diferència essencial en el procés de refinació és que el carragenà es dissol i es filtra per eliminar les deixalles de les parets cel·lulars. El carragenà es precipita a partir de la solució clara tant per isopropanol com per clorur de potassi.

## Ús
Pel fet de les seves propietats glificants, els carragenans es fan servir en la major part de postres làctics (cremes, iogurts, flams, etc.) industrials.
L'agar-agar és un altre agent gelificant derivat també d'algues roges.